# 李经述
李经述（1864年—1902年），字仲彭，号澹园，安徽合肥人。光绪十一年乙酉科江南乡试第二十一名举人。晚清重臣李鸿章之次子，亦是其嫡长子。李鸿章过世后，以刑部员外郎奉诏承袭一等侯爵位，升为四品京堂候补。著有《澹园日记》。

## 简介
光绪十一年（1885年），李经述考中举人，而此后科举却未能中进士，仅以刑部员外郎录用。李鸿章出访世界各国（英、法、美、德）及中国各地均有李经述随行服侍左右。光绪二十七年（1901年）李鸿章逝世后，清廷封赏李经述为四品京堂，承袭一等侯爵位。次年二月，距离李鸿章逝世尚不足百日，李经述却因过于悲痛继而离世，年仅39岁。其孝行事迹则被载入国史馆孝友传，李氏后人亦在家乡为其建立“孝子坊”。

## 家庭
父亲，李鸿章，晚清重臣。长子，李国杰，民国时期实业家，遭军统刺杀身亡。